# ستيفن برنس
ستيفن برنس (بالإنجليزية: Stephen Prince)‏ هو صحفي وناقد سينمائي أمريكي، ولد في 1955.

## وصلات خارجية
- ستيفن برنس على موقع IMDb (الإنجليزية)
- ستيفن برنس على موقع قاعدة بيانات الفيلم (الإنجليزية)